# Thomas Sankara nemzetközi repülőtér
A Thomas Sankara nemzetközi repülőtér (IATA: OUA, ICAO: DFFD), más néven az Ouagadougoui repülőtér egy burkina fasó-i nemzetközi repülőtér, amely az ország fővárosánál, Ouagadougounál található. Éves utasforgalma 347 629 fő (2017).
Az 1960-as években épült, és körülbelül 1,5 kilométerre délkeletre található a fő üzleti negyedtől. A kifutópálya 3000 méter hosszú. Amikor a repülőtér megépült, a város déli határán volt. Ouagadougou azóta gyors városiasodáson ment keresztül, és a repülőteret ma már városi területek veszik körül. A repülőtér amellett, hogy túlnőtt kapacitáskorlátjain, szennyezés és számos kockázat forrása is. A kormány ezért egy új repülőtér építését tervezi a fővárostól 30 km-re északra.
A polgári forgalom mellett a repülőtér egy katonai résszel is rendelkezik.
A repülőtér bonyolítja le Burkina Faso teljes menetrend szerinti kereskedelmi légi forgalmának mintegy 98%-át. Az Air Burkina és az Air France a menetrend szerinti utasforgalom mintegy 60%-át bonyolítja le. 2005 és 2011 között a repülőtér utasforgalma évente átlagosan 7%-kal nőtt, 2011-ben mintegy 404 726 utast regisztrált, és a becslések szerint 2025-ben 850 000 utast fog kiszolgálni.
2007-ben utasforgalmát tekintve a 15. legforgalmasabb repülőtér volt Nyugat-Afrikában, közvetlenül Port Harcourt előtt és Banjul mögött. A teljes légi áruforgalom 71%-kal nőtt, a 2005-ös 4350 tonnáról 2009-re mintegy 7448 tonnára.

## Légitársaságok és úti célok
| Légitársaság       | Célállomások                                                         |
| ------------------ | -------------------------------------------------------------------- |
| Air Algérie        | Algír                                                                |
| Air Burkina        | Abidjan, Accra, Bamako, Bobo Dioulasso, Cotonou, Dakar, Lomé, Niamey |
| Air Côte d'Ivoire  | Abidjan                                                              |
| Air France         | Accra, Párizs-Charles de Gaulle                                      |
| Air Senegal        | Dakar                                                                |
| ASKY Airlines      | Conakry, Lomé, Niamey                                                |
| Brussels Airlines  | Brüsszel (2022. június 11-től újraindul)                             |
| Ethiopian Airlines | Addisz Abeba, Niamey                                                 |
| Royal Air Maroc    | Casablanca                                                           |
| Tunisair           | Abidjan, Tunisz                                                      |
| Turkish Airlines   | Conakry, Freetown, Isztambul                                         |

## Forgalom
Az utasforgalom az elmúlt években az alábbi módon változott:
| Utasok száma | 228 809 | 276 367 | 337 154 | 376 665 | 404 726 | 485 815 | 527 524 | 415 038 | 563 030 | 245 280 |
|              | 2003    | 2005    | 2007    | 2009    | 2011    | 2012    | 2014    | 2016    | 2018    | 2020    |

## Fordítás
Ez a szócikk részben vagy egészben  a   Thomas Sankara International Airport Ouagadougou című angol Wikipédia-szócikk ezen változatának fordításán alapul.  Az eredeti cikk szerkesztőit annak laptörténete sorolja fel. Ez a jelzés csupán a megfogalmazás eredetét és a szerzői jogokat jelzi, nem szolgál a cikkben szereplő információk forrásmegjelöléseként.